# Steven Sinofsky
Steven Sinofsky (1965) was tussen september 2008 en november 2012 de president van de Windows- en Windows Live-divisie bij Microsoft, en in die hoedanigheid verantwoordelijk voor de ontwikkeling en marketing van Windows, Windows Live en Internet Explorer.. Sinofsky was de grote promotor van de "Ribbon" interface, en de drijvende kracht achter de ontwikkeling van Windows 8

## Opleiding
Sinofsky heeft in 1987 een bachelordiploma behaald aan de Cornell universiteit en in 1989 een master in computerwetenschap aan de University of Massachusetts, Amherst (1989).

## Loopbaan
Sinofsky heeft zijn gehele loopbaan bij Microsoft doorgebracht; hij begon er in juli 1989 als softwareontwerper. Toen er in 1994 een MS Office Product Unit ontstond werd Sinofsky daar aangesteld als hoofd van het programmamanagement, en was daar verantwoordelijk voor de integratietechnologieën die de verschillende componenten van Office (Word, Excel, Powerpoint etc.) in elkaar schoven. Hij begeleidde de ontwikkeling van de meeste Office-versies sinds Office 95.
Hij is een van de verantwoordelijken voor de proliferatie van de zogenaamde "Ribbon-interface". Daarnaast werkte hij ook mee aan de ontwikkeling van Windows XP. Sedert september 2008 is hij president van de Windows-divisie, en had daar na het uitbrengen van IE8 de taak een opvolger van het niet overal even populaire Windows Vista uit te brengen; dit werd Windows 7.
Sinofsky was erg betrokken bij de ontwikkeling van het besturingssysteem Windows 8. Toen dat net was uitgebracht verliet hij Microsoft.

## Boek
Sinofsky was medeschrijver van het in november 2009 uitgebrachte boek One Strategy: Organization, Planning, and Decision Making, waarin hij vertelt over zijn ervaringen met het uitbrengen van een geloofwaardige opvolger van Windows Vista.